# Agostino Magliani

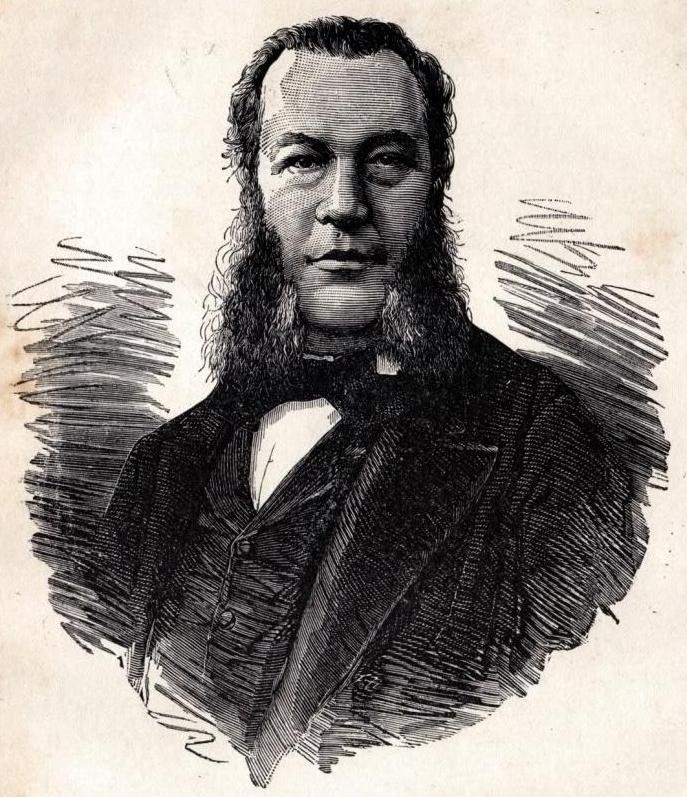
Agostino Magliani (1824–1891), italienischer Politiker.

Agostino Magliani (* 23. Juli 1824 in Laurino, Königreich beider Sizilien; † 20. Februar 1891 in Rom, Königreich Italien) war ein italienischer Finanzbeamter und Politiker. Zwischen 1877 und 1888 war er mehrmals italienischer Finanz- und Schatzminister.

## Leben
Magliani stammte aus Laurino im Cilento. Wie sein Vater studierte er Rechtswissenschaften. Sein Studium schloss er 1845 an der Universität Neapel mit der Laurea ab. Zwei Jahre später veröffentlichte er sein erstes Buch, das sich mit der Geschichte der Rechtsphilosophie (Storia della filosofia del diritto) befasste.
1848 wurde in den Staatsdienst des Königreiches beider Sizilien übernommen. Im Schatzamt arbeitete er an der Modernisierung und Leistungssteigerung des Finanzwesens des Königreiches. Er verteidigte die Finanzpolitik von Ferdinand II., die nach dem Revolutionsjahr 1848 mit Steuererhöhungen auf das wachsenden Staatsdefizit antwortete, vor der Kritik aus dem Königreich Sardinien-Piemont. Nach der Eingliederung des Bourbonenreiches in das Königreich Italien 1861 wurde er in den Staatsdienst des neuen Staates übernommen und nach Turin beordert. In der Hauptstadt Turin bekleidete er das Amt des Generalfinanzinspekteurs.
1877 wurde er unter Ministerpräsident Agostino Depretis im Kabinett Depretis II (26. Dezember 1877 bis 23. März 1878) Finanzminister. Nach dem Fall der ersten Regierung Benedetto Cairolis wurde er im Kabinett Depretis III abermals Finanz- und zugleich geschäftsführender Schatzminister (25. Dezember 1878 bis 15. Juli 1879). Am 26. November 1879 übernahm er im Kabinett Cairoli III zum erneut die Leitung beider Ressorts. Er behielt seinen Posten auch in dem neugebildeten Kabinett Depretis IV vom 4. April 1887, ehe er ihn im Dezember 1888 endgültig niederlegte. Das Wichtigste, was auf finanziellem Gebiet unter der Regierung der Link(sliberal)en geschah, trägt seinen Namen, z. B. die Abschaffung der verhassten Mehlsteuer, die Abschaffung des Zwangskurses, die Verminderung des Salzpreises, die Erhöhung der Eingangszölle auf minder notwendige Artikel. Man warf ihm vor, er sei gegen einzelne von Depretis unterstützte Kollegen zu nachgiebig gewesen, habe sich immer dem Ministerpräsidenten unterworfen und öfters die Finanzlage verschleiert; allein das fortgesetzte Vertrauen des Geldmarktes in ihn, bzw. das beispiellose Steigen der italienischen Rente, an deren Konversion er dachte, ließen alle Angriffe des Parlaments auf seine Person abprallen.
Magliani hat auch an der römischen Universität über den Staatshaushalt gelesen und war Mitglied des Senats des Königreiches Italien.